# Anadolu Efes
Anadolu Efes Biracılık ve Malt Sanayii A.Ş. è un'azienda alimentare che produce e commercializza birra e bevande analcoliche e al malto in un'ampia area geografica comprendente Turchia, Russia, Comunità degli Stati indipendenti (CSI), Europa, Asia centrale e Medio Oriente. Anadolu Efes è un membro del gruppo Anadolu. Il gruppo Anadolu è stato fondato all'inizio degli anni '50 dalle famiglie Özilhan e Yazıcı. Esibendo una crescita rapida e sostenibile sin dal suo inizio, il Gruppo Anadolu si è trasformato in una holding nel 1969.
A partire dalle sue operazioni in Turchia nel 1969, Anadolu Efes è stato il leader del mercato dagli anni '80. Dagli anni '90 in poi l'azienda ha ampliato le sue attività all'estero; questo di per sé può essere considerato come un punto di svolta. Continuando la propria attività al fine di garantire la sostenibilità commerciale nel mercato globale, Anadolu Efes ha rafforzato la sua presenza sui mercati esteri entrando in una partnership strategica con SABMiller. Con l'accordo firmato nel 2012, Anadolu Efes ha rilevato le attività di SABMiller in Russia e Ucraina ed è diventato il secondo produttore di birra in Russia.
Anadolu Efes attualmente continua la sua attività come azienda globale, che esporta tre quarti della sua produzione. In termini di volume di vendite, è il quinto più grande produttore di birra in Europa e il quindicesimo per volume di vendite al mondo. Esportando prodotti in oltre 70 paesi, Anadolu Efes è uno dei principali attori della regione con un totale di 21 birrifici, 5 impianti di produzione di malto e un impianto di lavorazione del luppolo in Turchia, Kazakistan, Russia, Moldavia, Georgia e Ucraina.